# Wallaceadrongo
Wallaceadrongo (Dicrurus densus) är en fågel i familjen drongor inom ordningen tättingar.

## Utseende och läte
Wallacedrongon är en stor glansigt svart tätting med röda ögon, kraftig näbb och karakteristiskt formad stjärt: grunt kluven med spetsarna på yttre stjärtpennorna breda och något upvridna. Ungfågeln har bruna ögon. Den är en ljudlig fågel med en lång rad läten, både metalliskt flöjtande, gutturalt morrande och uppåtböjt visslande.

## Utbredning och systematik
Wallaceadrongo delas in i sex underarter med följande utbredning:
- D. d. vicinus – ön Lombok i västra Små Sundaöarna
- D. d. bimaensis – Små Sundaöarna (Sumbawa till Alor)
- D. d. sumbae – Sumba (Små Sundaöarna)
- D. d. densus _ östra Små Sundaöarna (Roti, Semau, Timor, Wetar, Sermata, Luang)
- D. d. kuehni – Tanimbaröarna (Arafurahavet)
- D. d. megalornis – Seram Laut (Gorong, Manawoka), Watubela och Kaiöarna

Vissa behandlar den som en del av lyrdrongo (D. hottentottus).

## Levnadssätt
Wallaceadrongon kan ses i en rad olika miljöer från låglänta områden till förberg, bland annat mangroveträsk, skog och plantage. Den ses vanligen sitta högt och påträffas enstaka, i par eller i grupper.

## Status och hot
Arten har ett stort utbredningsområde, men tros minska i antal, dock inte tillräckligt kraftigt för att den ska betraktas som hotad. Internationella naturvårdsunionen IUCN listar arten som livskraftig (LC).